# مسجد ناندويا
مسجد ناندويا ( (بالصينية: 南豆芽清真寺) ) مسجد في محافظة دونغتشنغ ، التابعة لبكين في الصين .

## التاريخ
تم بناء المسجد في عهد أسرة يوان . في عام 2003 ، نقل المسجد إلى موقعه الحالي على بعد حوالي 100 متر من موقعه الأصلي بسبب تطور المدينة. تم بناء المسجد الجديد بتكلفة 8 ملايين يوان، تم جمعها من حكومة مدينة بكين مع تبرع من مسلمي المدينة.

## هندسة معمارية
يتسع المسجد لـ 200 مصلي ويمتد على مساحة 1600 متر مربع . فيه عتبة بطراز إسلامي يعلوها هلال .

## وسائل النقل
يمكن الوصول إلى المسجد على مسافة قريبة من محطة تشاويانغمن (بالصينية: 朝阳门站) عبر استخدام مترو بكين .